# オープン・アーキテクチャ戦略
オープン・アーキテクチャ戦略（ - せんりゃく）とは、國領二郎が著書『オープン・アーキテクチャ戦略-ネットワーク時代の協働モデル』で提唱したビジネスモデル。インターネット等を通じて多様な主体が発信する情報を結合させることによって、製品や組織の価値を増大させることを企図する経営戦略である。
なお、ハードウェアやソフトウェアから成るシステムのアーキテクチャのインタフェースのプロトコルの仕様を秘密として保護したりせず、オープンで相互運用性のあるものとする、というオープンアーキテクチャという語があるが、それとの関係は不明である。

## 背景
かつて個人は広範囲にわたって主体的に情報を発信する手段を持たなかった。しかし、インターネットの普及によって、個人が広範囲にわたって主体的に情報を発信することが可能になった。
そこで、企業は個人から発信される情報をビジネスに取り込むようになった。具体的には、Dellが、顧客の発信する情報に応えて、世界中の部品を組み合わせたコンピュータを直販するビジネスを始めた。またeBayが、世界中の商品が売買されるオークションサイトを立ち上げ、顧客が発信する情報によって出品者を評価できる仕組みを用いたビジネスを開始した。

## 内容
これは、製品や組織のつながり方についての設計をあらかじめ明らかにしておく戦略である。
顧客や他企業の情報を、効率的にくみ上げることができなかった時代、企業が彼らが主体的に発信する情報を活用してビジネスすることは難しかった。しかし、他企業や顧客が情報を発信し始めるようになると、企業が彼らの情報を活用してビジネスすることが可能になった。
企業は、製品の構成要素の間をつなぐインターフェースを明らかにすることで、自社の作った部品を、他社の作った部品と組み合わせて、製品を完成させることが可能になった。さらには、顧客の作った部品と他社の部品を結合させた自社製品も作れるようになった。また、企業は組織の構成要素間をつなぐインターフェースを明らかにすることで、自社の作った製品を他社の販売網を通じて売れるようになった。さらには、顧客の作った製品を他社に宣伝してもらい、自社で販売するということも可能になった。
オープン・アーキテクチャ戦略の採用によって、人々は企業に積極的に働きかけることで、自分たちの望む製品を売り出すことが可能になり、企業は人々の活動を製品や組織に取り込むことで、効率的に企業を運営することが可能になった。

## 現在の状況
オープン・アーキテクチャ戦略は、現在（2009年）においても依然として有効である。この戦略の有効性は、様々な企業の活動が証明している。
たとえばAmazon.comでは、システムのアーキテクチャを、他企業や顧客に広く公開する戦略によって効率的な企業経営を実現している。具体的に同社では、出版業者や物流業者、クレジット業者、そして顧客が発信する情報をビジネスに取り込むことに成功している。同社は、多くの人々の活動を効率的にビジネスに組み込むことによって、企業価値を高め続けているのである。

## 引用（参考）文献
- 國領二郎 『オープン・アーキテクチャ戦略-ネットワーク時代の協働モデル』 ダイヤモンド社、1999年。